# Crinodendron tucumanum
Crinodendron tucumanum là một loài thực vật có hoa trong họ Côm. Loài này được Lillo mô tả khoa học đầu tiên năm 1919.